# 青田家住宅
青田家住宅（あおたけじゅうたく）は、奈良県奈良市にある歴史的建造物。町家。奈良市指定文化財（1990年4月11日指定）。

## 歴史
青田家は代々醤油屋を営み、屋号を横田屋と称した。
建築時期は、青田家墓石銘に『嘉永年間（1848〜54）の建造とみえ、鬼瓦銘には『安政3年（1856年）と記されているため、19世紀中頃と考えられる。
2016年2月20日、奈良県観光活性化ファンド第1号投資の対象として、簡易宿泊施設と飲食店である「NARAMACHI HOSTEL&RESTAURANT」としての営業を開始したが、2017年閉店した。

## 構造
一部二階建の切妻造桟瓦葺で、南面に庇がつく。
主屋にはトオリニワに面して1列4室の部屋が並び、その西に2列5室の落棟座敷が設けらる間取りとなっている。
建物の規模も大きく、格子、架構の木柄も太く、外観も内部空間も豪快な造りであり、屋敷構えの保存もよいため、江戸末期の豪商の建築を知る上で価値の大きい史跡である。
その他、蔵3棟、井戸が現存している。